# John Egerton Christmas Piper

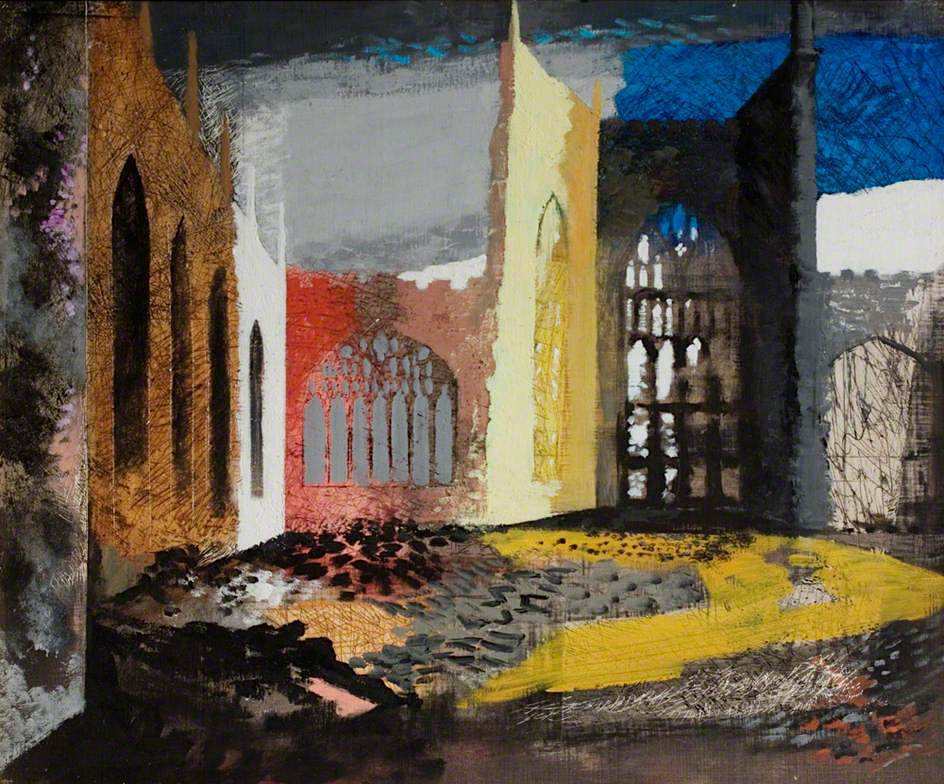
Interior de la Catedral de Coventry (1940)

John Egerton Christmas Piper, conocido artísticamente como John Piper (Epsom, 13 de diciembre de 1903-Fawley Bottom, 28 de junio de 1992) fue un pintor, grabador, diseñador, escenógrafo, escritor, fotógrafo y compositor británico. 

## Biografía
Era hijo de Charles Alfred Piper y Mary Ellen Matthews. Inició estudios de Derecho, pero en 1926 se pasó al arte, estudiando en la Richmond School of Art y el Royal College of Art de Londres, donde fue alumno de Henry Moore. Entre 1928 y 1933 escribió críticas de arte en periódicos y revistas como The Listener y The Nation, dando a conocer a nuevos artistas como William Coldstream, Ivon Hitchens, Victor Pasmore y Ceri Richards. Entre 1935 y 1937 editó con su esposa la revista trimestral Axis, dedicada al arte abstracto.
Se inició en la pintura de paisaje, hasta que en 1933 hizo un viaje a París, donde conoció la obra de Georges Braque, Fernand Léger y Jean Hélion, y se decantó hacia la abstracción, en un estilo cercano al neoconstructivismo: Abstract Painting (1935, Tate Gallery, Londres). Esta etapa abstracta duró de 1934 a 1937, para retornar luego al realismo, vinculado al movimiento neorromántico inglés, del que fue el principal representante junto con Paul Nash y Graham Sutherland. Realizó sobre todo paisajes y vistas arquitectónicas, con un estilo emotivo y subjetivo. Su interés por la arquitectura, iniciado en 1938, se plasmó en sus cuadros y fotografías, así como sus escritos de crítica de arquitectura.
Durante la Segunda Guerra Mundial sirvió como «artista de guerra» y realizó unas notables imágenes de edificios en ruinas por los bombardeos. Tras la contienda siguió elaborando vistas urbanas de tono misterioso e inquietante: End of Glyder Mountain (1950, Museum of Modern Art, Nueva York).
Desde 1937 realizó diversos decorados para teatro, especialmente de las óperas de Benjamin Britten, para el que su esposa escribía libretos. También realizó cartones para vidrieras, como las de las catedrales de Coventry (1958) y Liverpool (1967).
Una buena parte de su obra se conserva en la Tate Gallery de Londres: Little-stone-on-Sea (1936), Puerto de Saint Mary, Bristol (1940), All Saints Chapel, Bath (1942), Somerset Place, Bath (1942), Tres torres de Suffolk (1958), Foro (1961), Costa de Bretaña I (1961), Costa de Bretaña II (1961).
En 1937 se casó con la crítica de arte y libretista de ópera Myfanwy Piper, con quien tuvo a Edward Piper, pintor y fotógrafo, y Sebastian Piper, pintor y músico.
Fue galardonado con la Orden de los Compañeros de Honor.